# Iriga
Iriga è una città componente delle Filippine, situata nella Provincia di Camarines Sur, nella Regione del Bicol.
Iriga è formata da 36 baranggay:
- Antipolo
- Cristo Rey
- Del Rosario (Banao)
- Francia
- La Anunciacion
- La Medalla
- La Purisima
- La Trinidad
- Niño Jesus
- Perpetual Help
- Sagrada
- Salvacion
- San Agustin
- San Andres
- San Antonio
- San Francisco (Pob.)
- San Isidro
- San Jose
- San Juan
- San Miguel
- San Nicolas
- San Pedro
- San Rafael
- San Ramon
- San Roque (Pob.)
- San Vicente Norte
- San Vicente Sur
- Santa Cruz Norte
- Santa Cruz Sur
- Santa Elena
- Santa Isabel
- Santa Maria
- Santa Teresita
- Santiago
- Santo Domingo
- Santo Niño